# Chvalovice (district de Prachatice)
Pour les articles homonymes, voir Chvalovice.
Chvalovice (en allemand : Dirnhof ) est une commune du district de Prachatice, dans la région de Bohême-du-Sud, en République tchèque. Sa population s'élevait à 154 habitants en 2023.

## Géographie
Chvalovice se trouve à 17 km à l'est de Prachatice, à 19 km à l'ouest-nord-ouest de České Budějovice et à 120 km au sud de Prague.
La commune est limitée par Babice au nord, par Němčice au nord-est, par Strýčice au sud-est, par Záboří au sud, et par Lhenice à l'ouest.

## Histoire
La première mention écrite de la localité date de 1300.

## Transports
Par la route, Chvalovice se trouve à 7,3 km de Netolice, à 22 km de Ceské Budejovice, à 28 km de Prachatice et à 155 km de Prague.